# Stefan Nemanjić
Stefan Nemanjić, ook Stefan II Nemanja, of Stefan Prvovenčani (= de Eerstgekroonde) (Servisch: Стефан II Немањић) (* ca. 1165- † 1227), was de tweede oudste zoon van Stefan Nemanja en Anna van Bosnië en was Servisch grootžupan van 1196 tot 1217 en van 1217 tot 1227 koning van Raška, Montenegro, Herzegovina en alle Serven. Hij had twee broers: Vukan en Rastko, deze laatste zou als Sava van Servië de grondlegger van de Servisch-orthodoxe Kerk worden. Vukan heerste over Zeta.
Stefan Nemanjić werd als grootžupan aangesteld in 1196. Deze positie verwierf hij na een strijd tegen zijn broer Vukan, die hem met hulp van Hongarije het land had uitgezet. Stefan echter werd door Bulgarije gesteund met een leger, in ruil voor een deel van Oost-Servië. Broer Sava kwam tussenbeide en herstelde de vrede, Stefan kreeg de titel župan.
In 1217 ontving hij van paus Honorius III de koningstitel omwille van zijn bekwaamheid en diplomatie.
In 1219 verwierf Servië onder zijn heerschappij een eigen christen-orthodox aartsbisdom bij de patriarch van Byzantium. Hij werd in 1221 nogmaals tot koning gekroond, maar dan volgens de orthodoxe rite door de patriarch. Hierna kon de Katholieke Kerk geen winsten meer boeken in Servië.
Stefan Nemanjić stond bekend als een uitstekend diplomaat, en hij verstevigde de onafhankelijkheid van de Servische staat, die zijn vader bewerkstelligd had. Hij wist de positie van de Nemanjićdynastie te consolideren.
Zijn eerste huwelijk (1191) voltrok hij met Eudokia, de dochter van de Byzantijnse keizer Alexius III. Hij liet zich van haar scheiden en huwde in 1207 met Anna Dandolo, de dochter van de Venetiaanse doge Enrico Dandolo. Stefan Nemanjić trok zich in 1227 terug in een klooster en overleed korte tijd later. Hij werd opgevolgd door een zoon uit zijn eerste huwelijk, Stefan Radoslav.